# Sielsowiet Bereźne
Sielsowiet Bereźne (biał. Беражноўскі сельсавет; ros. Бережновский сельсовет) – sielsowiet na Białorusi, w obwodzie brzeskim, w rejonie stolińskim, z siedzibą w Bereźnem. Północną granicę sielsowietu stanowi Prypeć.
Według spisu z 2009 sielsowiet Bereźne zamieszkiwało 2705 osób, w tym 2658 Białorusinów (98,26%), 25 Rosjan (0,92%), 10 Ukraińców (0,37%), 4 Ormian (0,15%), 2 Polaków (0,07%), 2 osoby innych narodowości i 4 osoby, które nie podały żadnej narodowości.

## Miejscowości
- agromiasteczko:
  - Bereźne
- wsie:
  - Dubieniec
  - Dubieniecki Bór
  - Jastrzębl
  - Mogilno
- osiedle:
  - Bereźne Nowe